# Oreina speciosa
Oreina speciosa es una especie de insecto coleóptero de la familia Chrysomelidae.
Fue descrita científicamente en 1767 por Carolus Linnaeus.

## Descripción y taxonomía
Forma un complejo de especies con O. alpestris, con el que comparte una historia evolutiva estrecha y flujo génico, lo que dificulta su separación genética clara. Sin embargo, los machos de O. speciosa pueden diferenciarse por la morfología de su edeago, cuya punta es más grande y pronunciada. Este caso es un ejemplo típico de diferenciación genital mantenida a pesar del intercambio genético, como se observa en otros grupos de coleópteros.